# Andreas Granqvist
Andreas Granqvist (Påarp, Suecia, 16 de abril de 1985) es un exfutbolista y entrenador sueco que jugaba de defensa. Desde 2024 dirige al Ängelholms FF.

## Biografía

### Como jugador
Empezó su carrera profesional en el Helsingborgs IF. Con este equipo ganó una Copa de Suecia en 2006, derrotando en la final al Gefle IF.
En 2007 se marchó cedido al Wigan Athletic F. C., aunque al poco tiempo el equipo hizo efectiva la opción de compra para quedarse con el jugador en propiedad pagando alrededor de 750 000 libras.
El 12 de marzo de 2008 regresó a su país para jugar en calidad de cedido en el Helsingborgs IF.
Poco después, el 9 de julio, fichó por el F. C. Groningen neerlandés, club que tuvo que realizar un desembolso económico cercano a las 600 000 libras para poder hacerse con sus servicios. Jugó al lado de sus compatriotas Fredrik Stenman y Marcus Berg.
El 15 de junio de 2011, el F. C. Groningen publicó en su sitio web que Andreas Granqvist había sido vendido al Genoa C. F. C. por 2 millones de euros. El internacional sueco firmó un contrato de cuatro años con el club italiano. Jugó al lado de su compatriota Linus Hallenius y el internacional peruano Juan Manuel Vargas.
Sin embargo, el 16 de agosto de 2013, Granqvist fue transferido al F. C. Krasnodar de la Liga Premier de Rusia. Jugó la Liga Europa de la UEFA 2014-15, jugando la fase de grupos. También jugó la Liga Europa de la UEFA 2015-16, llegando hasta los dieciseisavos, eliminando al Paok Salónica.

### Como entrenador
Tras su retirada en julio de 2021, pasó a ejercer de director deportivo del hasta entonces su equipo como jugador, el Helsingborgs IF. Fue despedido en abril de 2023 tras haber empezado la temporada con tres derrotas seguidas. Entonces decidió iniciar su carrera como entrenador firmando en el mes de noviembre por el Ängelholms FF para dirigir al equipo a partir de 2024.

## Selección nacional
Fue internacional con la selección de fútbol de Suecia en 88 ocasiones. Su debut como internacional se produjo en enero de 2006 contra Jordania y ha anotado 9 goles.
Fue convocado para participar en la Eurocopa de Austria y Suiza de 2008, aunque finalmente no disputó ningún encuentro en ese torneo.
Fue el capitán de Suecia en la Copa Mundial de Fútbol de 2018 disputada en Rusia. Marcó 2 goles de penal, uno contra Corea del Sur y el otro contra México, en la primera fase de la competición. Suecia quedó eliminada en los cuartos de final al caer derrotada por 2 a 0 frente a Inglaterra.

### Goles internacionales
| No | Fecha                   | Lugar                                     | Oponente      | Gol | Resultado | Competición                         |
| -- | ----------------------- | ----------------------------------------- | ------------- | --- | --------- | ----------------------------------- |
| 1. | 7 de septiembre de 2010 | Swedbank Stadion, Malmö, Suecia           | San Marino    | 4–0 | 6–0       | Clasificatorias Euro 2012           |
| 2. | 12 de octubre de 2010   | Amsterdam Arena, Ámsterdam, Países Bajos  | Países Bajos  | 1–4 | 1–4       | Clasificatorias Euro 2012           |
| 3. | 24 de marzo de 2016     | New Antalya Stadium, Antalya, Turquía     | Turquía       | 1–1 | 1–2       | Amistoso                            |
| 4. | 3 de septiembre de 2017 | Borisov Arena, Barysaw, Bielorrusia       | Bielorrusia   | 4–0 | 4–0       | Clasificación Rusia 2018            |
| 5. | 7 de octubre de 2017    | Friends Arena, Solna, Suecia              | Luxemburgo    | 1–0 | 8–0       | Clasificación Rusia 2018            |
| 6. | 7 de octubre de 2017    | Friends Arena, Solna, Suecia              | Luxemburgo    | 6–0 | 8–0       | Clasificación Rusia 2018            |
| 7. | 18 de junio de 2018     | Nizhni Nóvgorod, Nizhny Novgorod, Rusia   | Corea del Sur | 1–0 | 1–0       | Copa Mundial de Fútbol de 2018      |
| 8. | 27 de junio de 2018     | Ekaterimburgo Arena, Ekaterimburgo, Rusia | México        | 2–0 | 3–0       | Copa Mundial de Fútbol de 2018      |
| 9. | 17 de noviembre de 2018 | Torku Arena, Konya, Turquía               | Turquía       | 1–0 | 1–0       | Liga de Naciones de la UEFA 2018-19 |

### Participaciones internacionales

#### Participaciones en Copas del Mundo
| Mundial                        | Sede  | Resultado        | Partidos | Goles |
| ------------------------------ | ----- | ---------------- | -------- | ----- |
| Copa Mundial de Fútbol de 2018 | Rusia | Cuartos de final | 5        | 2     |

#### Participaciones en Eurocopas
| Eurocopa      | Sede              | Resultado        | Partidos |
| ------------- | ----------------- | ---------------- | -------- |
| Eurocopa 2008 | Austria · Suiza   | Primera fase     | 3        |
| Eurocopa 2012 | Polonia · Ucrania | Primera fase     | 3        |
| Eurocopa 2016 | Francia           | Primera fase     | 3        |
| Eurocopa 2020 | Europa            | Octavos de final | 0        |

## Clubes

### Como jugador
| Club                 | País         | Año       |
| -------------------- | ------------ | --------- |
| Helsingborgs IF      | Suecia       | 2004-2006 |
| Wigan Athletic F. C. | Inglaterra   | 2007-2008 |
| Helsingborgs IF      | Suecia       | 2008      |
| F. C. Groningen      | Países Bajos | 2008-2011 |
| Genoa C. F. C.       | Italia       | 2011-2013 |
| F. C. Krasnodar      | Rusia        | 2013-2018 |
| Helsingborgs IF      | Suecia       | 2018-2021 |

### Como entrenador
| Club          | País   | Año   |
| ------------- | ------ | ----- |
| Ängelholms FF | Suecia | 2024- |

## Palmarés

### Títulos nacionales
| Título        | Club            | País   | Año  |
| ------------- | --------------- | ------ | ---- |
| Svenska Cupen | Helsingborgs IF | Suecia | 2006 |
| Superettan    | Helsingborgs IF | Suecia | 2018 |

### Distinciones individuales
| Distinción                                                  | Año  |
| ----------------------------------------------------------- | ---- |
| MVP contra República de Corea en la Copa Mundial de Fútbol. | 2018 |